# Децим Юний Силан (переводчик)
Де́цим Ю́ний Сила́н (лат. Decimus Iunius Silanus; умер после 146 года до н. э., Римская республика) — древнеримский переводчик, языковед и писатель времён Республики.

## Биография
Децим происходил из рода нобилей Юниев Силанов и приходился сыном префекту союзников Рима 196 года до н. э., носившего преномен Марк.
Известно, что Децим Юний отказался от гражданско-политической карьеры. Со временем он стал одним из уважаемых специалистов Рима по финикийскому языку и литературе. После захвата в 146 году до н. э. Карфагена в руки римлян попали книги из карфагенских библиотек. В том же году Децим Юний возглавил комиссию, созданную по постановлению сената для перевода на латынь трактата Магона о сельском хозяйстве, состоящим из 28 книг.
О дальнейшей судьбе Децима Юния Силана в сохранившихся источниках нет никаких сведений.

## Семья
Возможно, по причине отсутствия собственных детей Децим адоптировал одного из сыновей консула 165 года до н. э. Тита Манлия Торквата, который повесился после того, как от него отрёкся родной отец.